# Fintano di Rheinau
Fintano di Rheinau, o anche Findan o Findanus (Leinster, 803/804 – 878/881), è stato un monaco cristiano ed eremita irlandese.

## Biografia
Findano perdette genitori e fratelli nelle guerre interne irlandesi e nelle incursioni vichinghe. Egli stesso venne catturato da questi come schiavo e deportato nelle isole Orcadi, ma riuscì a fuggire in Scozia. Qui rimase due anni presso un vescovo.
Nell'845 compì un pellegrinaggio a Roma, di dove si recò in Svevia e qui si mise al servizio di una nobile famiglia. Questi lo convinsero, qualche anno dopo, ad entrare in convento come monaco a Rheinau, cosa che egli fece nell'851. Nell'856 egli si fece murare come recluso, continuando così la sua esistenza fino alla morte.

## Culto
Le sue ossa vennero poste in un reliquiario nella chiesa conventuale di Rheinau presso il cosiddetto Fintansaltar.
Poco dopo la sua morte un suo confratello scrisse la Vita Findani, documento considerato storicamente affidabile. La sua Memoria liturgica cade il 15 novembre.